# كريستوفر كوكس
كريستوفر كوكس (بالإنجليزية: Christopher Cox)‏ (و. 1952 – م) هو محام من الولايات المتحدة الأمريكية ولد في سانت باول، مينيسوتا.
وهو عضو في الحزب الجمهوري .

## التعليم
تعلم في جامعة جنوب كاليفورنيا، وكلية هارفرد للأعمال، وكلية هارفارد للحقوق.